# Система передачи извещений о пожаре

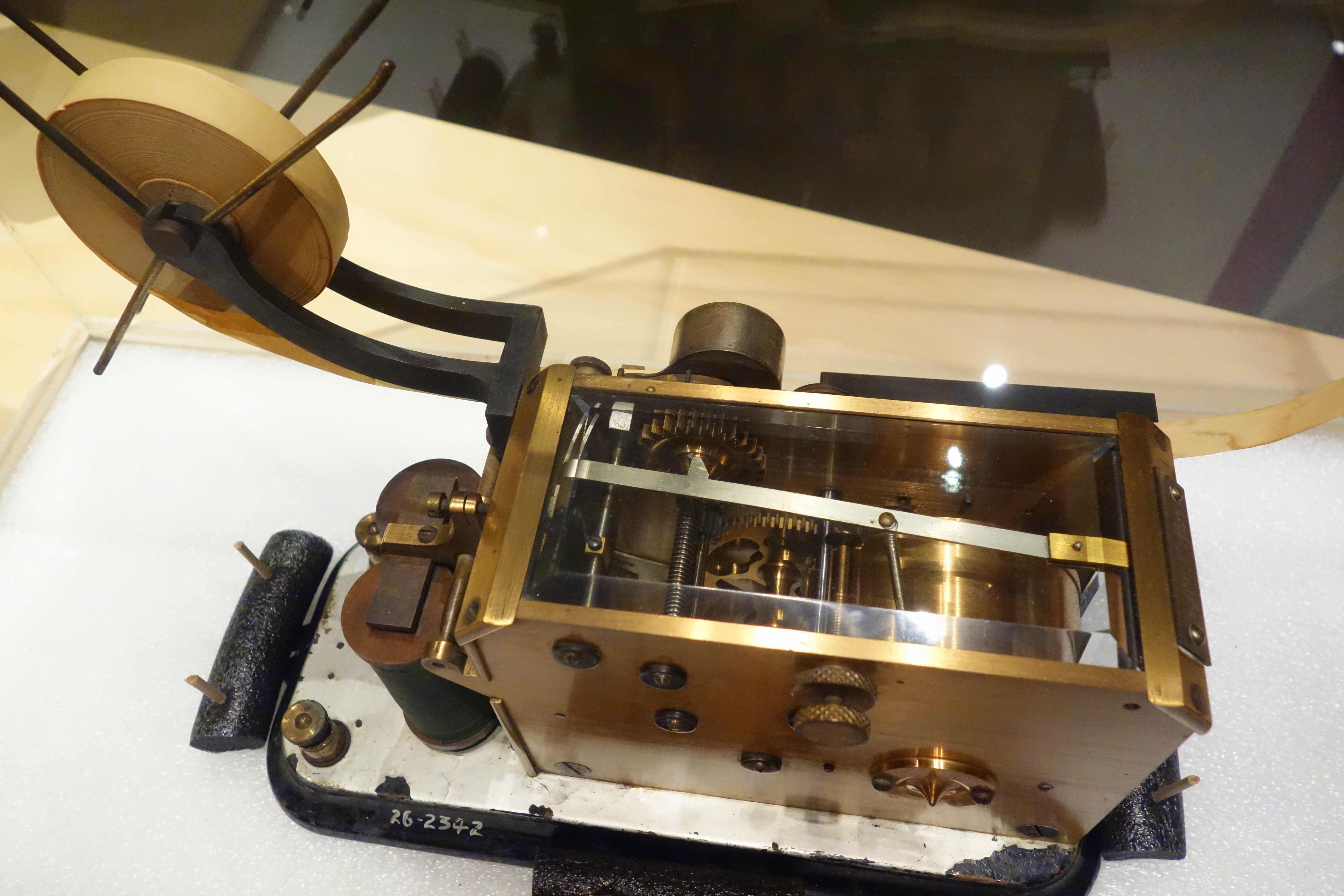
Прибор пультовой оконечный. США, использовался до 1911 года

Система передачи извещений о пожаре — совокупность технических средств, предназначенных для передачи по каналам связи и приема в пункте централизованного наблюдения или в помещении с персоналом, ведущим круглосуточное дежурство, извещений о пожаре на охраняемом объекте (объектах), служебных и контрольно-диагностических извещений, а также (при наличии обратного канала связи) для передачи и приема команд телеуправления. В российском законодательстве процесс передачи сигналов от системы пожарной сигнализации в подразделение пожарной охраны называется дублированием.
В России личным составом органов управления и подразделениями пожарной охраны, привлеченными к проведению боевых действий по тушению пожаров (в том числе при приеме и обработке сообщения о пожаре), используются системы передачи извещений о пожаре. При срабатывании пожарной сигнализации, приемно-контрольные приборы которой выведены непосредственно в подразделение пожарной охраны, осуществляется выезд подразделений пожарной охраны для проведения боевых действий по тушению пожаров. Выезд осуществляется в безусловном порядке.
В России осуществлять прием и отработку сообщений о пожаре (вызове) по телефонным линиям связи или другим способом обязан диспетчер гарнизона пожарной охраны.
В случае передачи извещений в частную охранную организацию законодательство предусматривает принятие соответствующих мер реагирования на сигнальную информацию технических средств охраны.
Полиция обязана обеспечивать оперативное реагирование на сообщения о срабатывании охранно-пожарной сигнализации на подключенных к пультам централизованного наблюдения объектах, охрана которых осуществляется с помощью технических средств охраны. Для организации охраны объектов, подключенных к пультам централизованного наблюдения, полиция использует каналы связи, предоставляемые операторами связи в соответствии с законодательством Российской Федерации в области связи. Помещения (части помещений) в сооружениях связи, используемые для размещения аппаратуры охранной сигнализации, арендуются у операторов связи на договорной основе.

## Передача сообщений по средствам связи

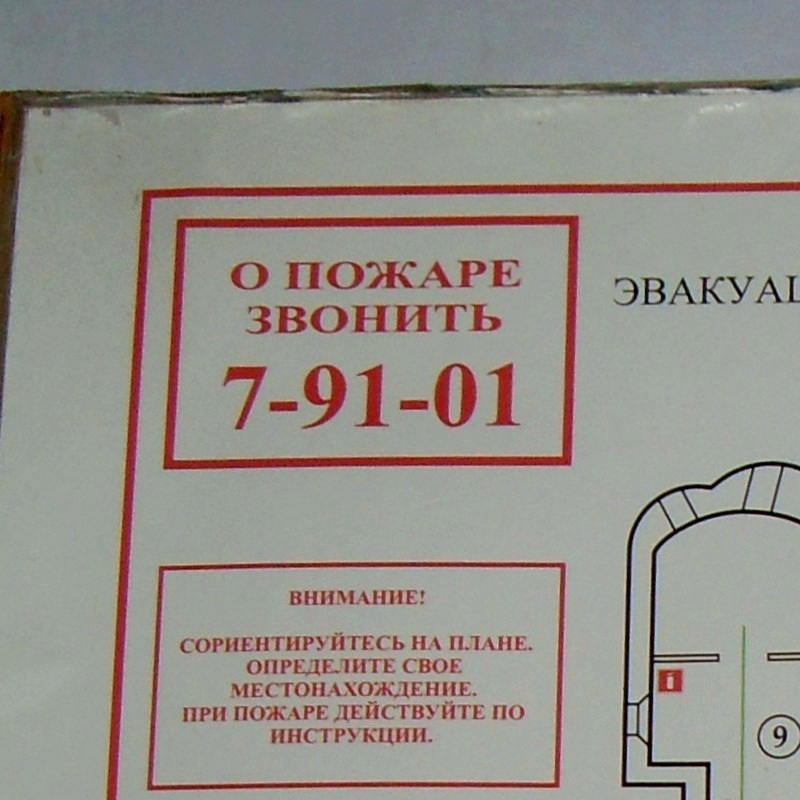
Телефон вызова пожарных, Сольвычегодск, 2009 год

Российское законодательство требует при обнаружении пожара или признаков горения в здании, помещении (задымление, запах гари, повышение температуры воздуха и др.) немедленно сообщить об этом по телефону в пожарную охрану. Необходимо назвать адрес объекта, место возникновения пожара и сообщить свою фамилию.
Оператор связи обязан обеспечить круглосуточно и бесплатно пользователю услугами связи вызов службы пожарной охраны. С 2008 года номер «112» должен использоваться в качестве единого номера вызова экстренных оперативных служб на всей территории Российской Федерации. До введения единого номера вызова экстренных оперативных служб используется действующая на местных сетях связи нумерация специальных служб.
Расходы операторов связи связанные с обеспечением вызова экстренных оперативных служб возмещаются органами и организациями, создавшими соответствующие экстренные оперативные службы.

## Ручные системы

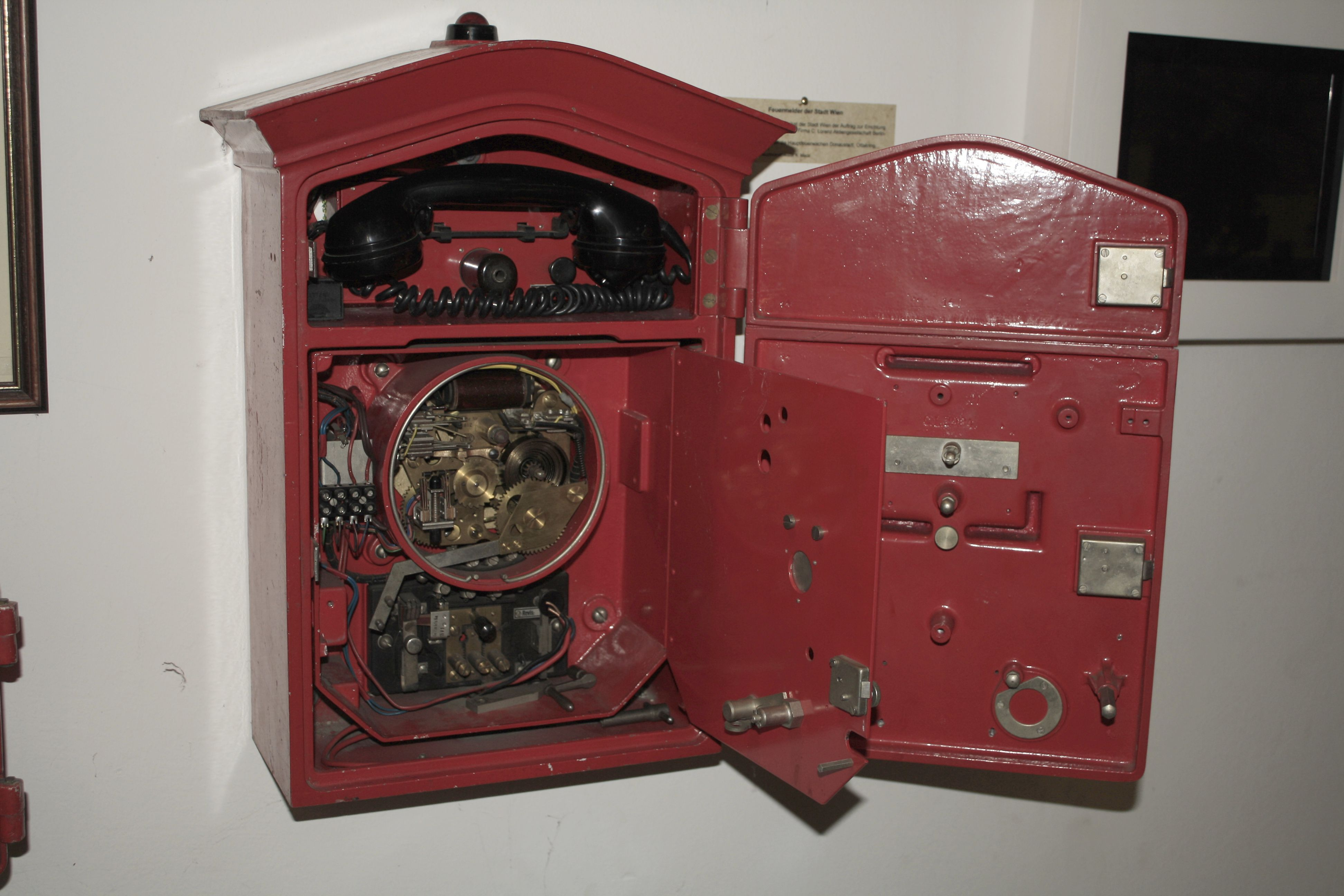
Ручной извещатель с телеграфной передачей сигнала, Австрия

### Россия
Производственные, административные, складские и вспомогательные здания, наружные установки, склады (парки) и сливоналивные эстакады зданий и сооружений нефтеперерабатывающей и нефтехимической промышленности должны быть оборудованы ручными извещателями электрической пожарной сигнализации для вызова пожарной охраны. Приемные станции пожарной сигнализации должны устанавливаться в зданиях пожарных депо.

## Автоматические системы
Средняя задержка вызова в пожарную часть дежурным пожарного поста с выведенной туда пожарной сигнализацией составляет от 10 до 30 минут. Если сигналы на пожарный пост будут поступать только от сигнализатора давления спринклерной системы пожаротушения, то задержка увеличивается на 5…7 минут.
В состав системы передачи извещений входят:
- прибор приемно-контрольный (ППК);
- объектовое оконечное устройство — если его функции не заложены в ППК;
- ретранслятор — по необходимости;
- преобразователи интерфейса, преобразователи протокола — по необходимости;
- Усилители-повторители, радиоканальные повторители — по необходимости;
- пультовое оконечное устройство — по необходимости;
- пульт централизованного наблюдения.[13]:230

Система передачи извещений состоит из двух компонентов:
- телесигнализация — система передачи информации о состоянии контролируемых объектов;
- телеуправление — система передачи команд управления.[13]:231

Варианты передачи сигнала:
- радиоканал (различные реализации) — кодированный сигнал или речевой сигнал;
- модемная связь;
- GSM — GPRS — речевой сигнал, СМС, или кодированный сигнал;
- интернет;
- проводная интерфейсная линия (RS-485, RS-232 или др.) — кодированный сигнал (протокол Орион, Modbus или др.)
- оптоволоконная линия;
- автоматическое речевое сообщение по телефонной линии;[14]
- шлейфы прибора приемно-контрольного (специально проложенные линии или существующие телефонные).

### История
В Самаре электрическая сигнализация для вызова пожарных была установлена в 1911 году.
Первый в СССР информатор «Рассвет» был создан в 1962 году. Он состоял из шагового искателя, четырёх электромагнитных реле и трех транзисторов. Чтобы убедиться в нахождении объекта под охраной, надо было позвонить на него, и после установки связи с информатором послать сигнал опроса, на который информатор отвечал контрольной посылкой сигнала тревоги. На это требовалось до 20 с. на объект, в течение которого телефонная линия была занята, и другие информаторы не могли дозвониться до пульта. Опыт эксплуатации показал, что на одну телефонную линию можно было подключить не более 100 объектов.
За первое полугодие 1985 года в Новосибирске было 1244 выезда по ложным срабатываниям пожарной сигнализации. 20 % ложных сигналов дали отключения электроэнергии, как правило, неплановые и аварийные. Примерно такой же процент давали неисправности телефонных сетей и ремонтные работы на них. Значительно больший процент дали срабатывания из-за совмещения охранной сигнализации с пожарной, вызванные ошибками персонала при снятии с охраны и сдаче под охрану.
В пожарной охране при нахождении её в составе МВД России использовался термин связь извещения. Эта связь обеспечивает передачу сообщений о пожарах от заявителей и устройств автоматической пожарной и охранно-пожарной сигнализации на центральные пункты пожарной связи и пункты связи части.:п. 31
При получении сигнала «тревога» от установки пожарной сигнализации (от автоматических извещателей) выезд пожарных происходил так же, как и при получении извещения по телефону.:п. 78 При получении сигнала «тревога» от извещателя пожарной сигнализации (ручного) диспетчер пожарной части должен дать обратный сигнал, подтверждающий получение извещения, передать информацию начальнику караула.:п. 78
Действия вневедомственной охраны при поступлении на пульт централизованного наблюдения сообщения о срабатывании пожарной сигнализации:
- диспетчер передает немедленно информацию о срабатывании систем пожарной сигнализации руководителю;
- руководитель передает информацию о срабатывании систем пожарной сигнализации дежурному пожарной охраны и направляет на охраняемый объект группу захвата (для особо важного объекта — две группы захвата);
- руководитель принимает информацию от группы захвата о причинах срабатывания систем пожарной сигнализации. руководитель управления фиксирует время прибытия группы захвата на объект, состояние объекта, причину срабатывания систем пожарной сигнализации.[19]

### Передача извещений по переключаемой телефонной линии
Метод имеет название информаторный или коммуникаторный. Достоинствами метода является простота организации и дешевизна, отсутствие длительных процедур получения разрешительных документов. Реализация метода не требует выделения отдельной линии или телефонного номера. Подключение объектового оборудования осуществляется в разрыв между имеющейся телефонной линией и обычным телефонным аппаратом. В дежурном режиме телефонный аппарат подключен напрямую к линии, позволяя, таким образом, абоненту пользоваться телефонной связью в полном объёме. При передаче извещения оборудование отключает телефонный аппарат от линии, производит набор одного (или нескольких) из номеров и после установления соединения передает сообщение. Время, затрачиваемое на передачу единичного сообщения (в зависимости от используемого формата) составляет от 3 до 20 секунд. По окончании передачи оборудование снова подключает телефонный аппарат абонента к линии.

### Россия
Система автоматической передачи извещений о пожаре на объекте должна обеспечивать получение в автоматическом режиме информации в той дежурно-диспетчерской службе, которая определена требованиями
законодательства, в соответствии с порядком передачи информации о тревоге в органы повседневного управления Единой государственной системы предупреждения и ликвидации чрезвычайных ситуаций.:п. 5.12.1 Извещения должны передаваться по выделенному в установленном порядке радиоканалу или другим линиям связи в автоматическом режиме без участия персонала объектов и любых организаций, транслирующих эти сигналы.:п. 14.4

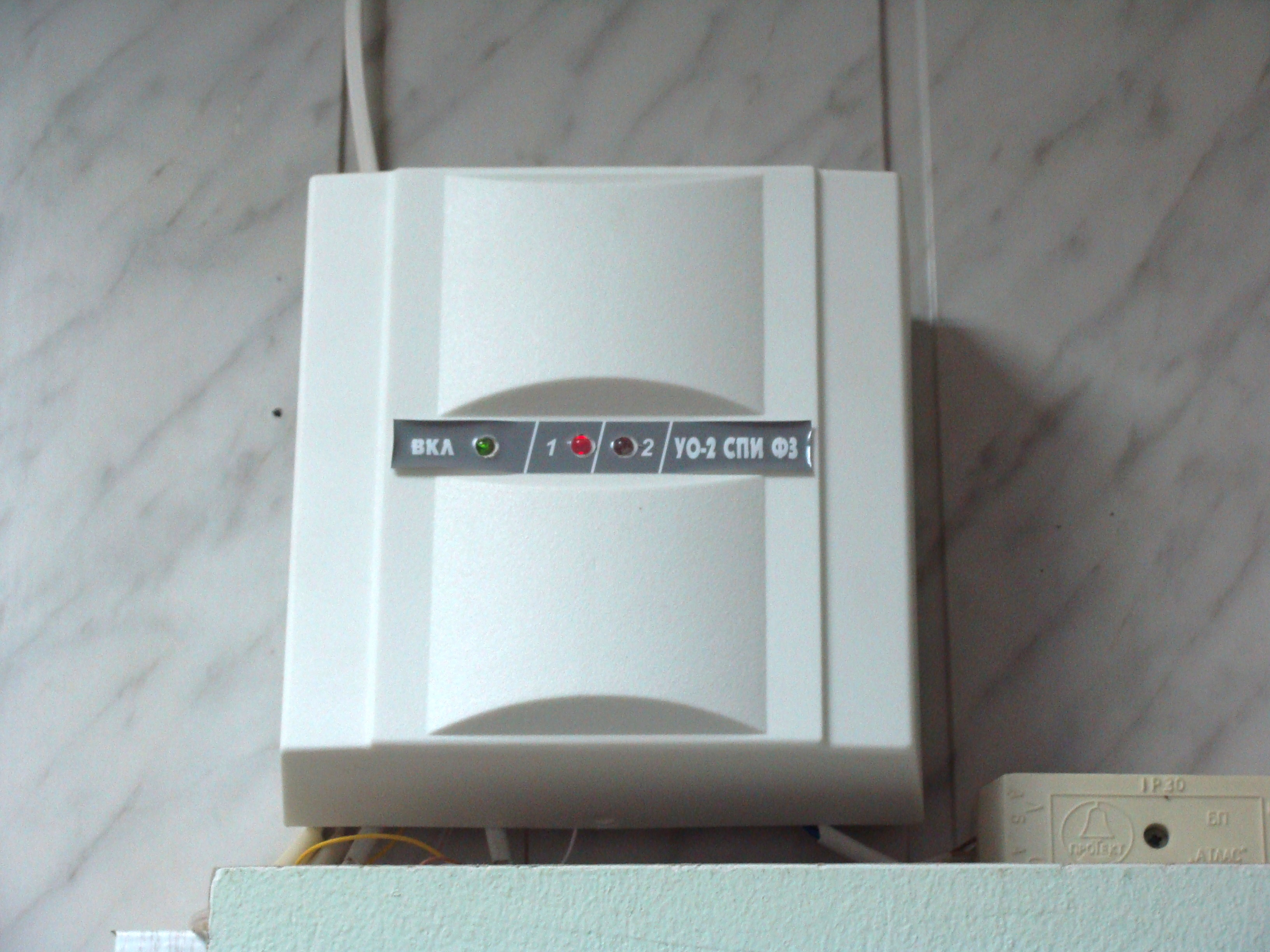
Устройство оконечное УО-2 системы передачи извещений Фобос-3

Извещения о пожаре должны передаваться в автоматическом режиме в подразделения пожарной охраны с объектов класса функциональной опасности Ф 1.1 (здания детских дошкольных образовательных учреждений, специализированных домов престарелых и инвалидов (неквартирные), больницы, спальные корпуса образовательных учреждений интернатного типа и детских учреждений) и Ф 4.1 (здания общеобразовательных учреждений, образовательных учреждений дополнительного образования детей, образовательных учреждений начального профессионального и среднего профессионального образования):п. 14.4, а также со следующих объектов:
- дома-интернаты;
- гостиницы, общежития, спальные корпуса санаториев и домов отдыха, мотели, пансионаты, специализированные жилые дома для престарелых и инвалидов;
- дошкольные образовательные и общеобразовательные учреждения и учреждения профессионального образования;
- административно-офисные здания площадью более 500 м², научно-исследовательские учреждения высотой более 5 этажей;
- спортивно-оздоровительные комплексы площадью более 800 м², культурно-зрелищные учреждения (театры, цирки, кинотеатры, концертные залы, клубы) вместимостью более 500 мест, выставочные залы площадью более 300 м², развлекательные учреждения (дискотеки, танцевальные залы) более чем на 50 посетителей;
- больницы, поликлиники, детские стационарные учреждения, хосписы, родильные дома
- комплексы оптово-розничной торговли общей площадью более 1000 м², торговые здания площадью более 500 м², помещения торговли площадью более 20 м², встроенные в надземные этажи зданий другого назначения, вокзальные помещения вместимостью более 300 человек.
- подземные автостоянки более чем на 200 машино-мест под жилыми, общественными и торговыми зданиями.[21]:Таблица 1

При отсутствии на объекте персонала, ведущего круглосуточное дежурство, извещения о пожаре также должны автоматически передаваться в подразделения пожарной охраны.:п. 14.4

### Украина
На Украине на 2012 год на 184 ПЦН-ов были выведены сигналы с 55 тысяч обслуживаемых объектов, 10 тысяч объектов с массовым пребыванием людей. По отдельным пультам количество ложных вызовов составляет 96 % от их общего количества. Всеми этими пультами в первом полугодии 2011 года было зафиксировано только 56 реальных пожаров.

### Израиль
Для передачи сообщений о пожаре в 1960-х годах использовались радиоканальные системы, в 1980—1990-х годах — модемные. Теперь как основное средство передачи сообщения о пожаре используется речевой автодозваниватель, подключенный к проводной телефонной линии.